# Greeley County (Kansas)
Greeley County is een county in de Amerikaanse staat Kansas.
De county heeft een landoppervlakte van 2.015 km² en telt 1.534 inwoners (volkstelling 2000). De hoofdplaats is Tribune.

## Bevolkingsontwikkeling

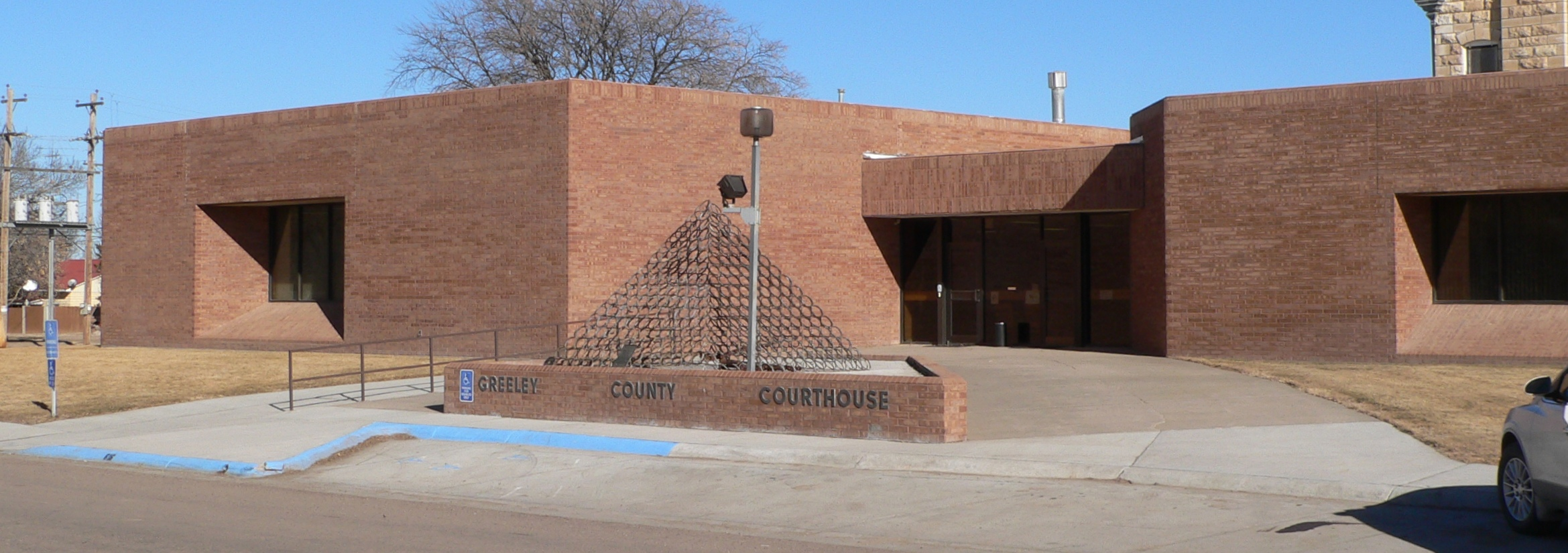
Greeley County Courthouse